# رئیس اجراییه
رئیس اجراییه جمهوری اسلامی افغانستان  مقامی در دولت افغانستان بود. این پست خارج از قانون اساسی در سپتامبر ۲۰۱۴ در پی اختلافات پس از انتخابات ۱۳۹۳ ایجاد شد که محمداشرف غنی و عبدالله عبدالله هر دو ادعای پیروزی در آن را داشتند. توافق شد که به عنوان بخشی از توافق وحدت ملی، اشرف غنی مقام ریاست‌جمهوری را بر عهده بگیرد و پست جدید رئیس اجرایی جمهوری اسلامی افغانستان نیز برای عبدالله عبدالله ایجاد شود.

## پیشینه
عبدالله عبدالله در انتخابات ریاست جمهوری ۱۳۹۳ بر اساس نتایج ابتدایی با حدود ۳۰ درصد آرا؛ بالاترین میزان آرا را به خود اختصاص داده و همراه محمداشرف غنی به دور دوم انتخابات راه یافته بود و با توجه به رای پایین در دور دوم، در نهایت با یک معامله سیاسی میان او و محمداشرف غنی قدرت میان‌شان تقسیم گردید و سمت ریاست اجرایی را عبدالله عبدالله عهده‌دار شد.

## فهرست رئیس‌های اجرائیه
| نام | نام             | تصویر | زاده–مرگ | تحویل           | ترک          | وابستگی سیاسی |
| --- | --------------- | ----- | -------- | --------------- | ------------ | ------------- |
|     | عبدالله عبدالله |       | ۱۹۶۰–    | ۲۹ سپتامبر ۲۰۱۴ | ۱۱ مارس ۲۰۲۰ | ائتلاف ملی    |